# Хата
Ха́та (от др.-венг. формы современного венг. ház «дом» или от др.-иранского) — традиционный дом западных и южных русских, украинцев, белорусов, поляков, с печью, исторически — с четырёхскатной соломенной или камышовой кровлей.
Часто хата делилась на две части: жилую и хозяйственную, разделённую между собой сенями. Бывает срубной, турлучной или плетнёвой, глинобитной, камышовой, мазанкой, битой, земляной и лимпачной, бревенчатой, из дикого камня. На большей территории юга России и Украины строили хаты-мазанки, которые снаружи и внутри обмазывали глиной и белили.

## Дом
Классическая хата представляет собой дом, как правило с толстыми, 0,5 — 0,7 метра, глинобитными или саманными стенами. Реже стены делали на основе деревянного каркаса, выполненного из тонких брёвен или жердей, переплетенных прутьями. Каркас делали турлуком или плетнём (из хвороста) и обмазывали смесью земли, глины и соломы. Каркасные стены делались обычно для времянок или летней хаты, вследствие низкой теплосберегающей способности.
В доме была всего лишь одна жилая комната — «хата», где жила вся семья. В зиму в эту «комнату» переселяли домашний скот, чтобы уберечь его от морозов. С XIX века распространилось жилье с двумя жилыми комнатами.
Пола в хате не существовало. Вместо него устраивалась доливка — утрамбованная земля, которая смазывалась смесью из глины и самана. Лишь в середине XX века пол начали делать деревянным.
Стены и пол всегда штукатурились раствором на смеси глины и свежего лошадиного помёта. С исчезновением лошадей и распространением извести наружные стены стали штукатуриться известково-песчаным раствором. Штукатурка на основе лошадиного помёта считалась полезной для здоровья, известковая вредной.
Традиционно хата белится изнутри и снаружи. В богатой хате делались ставни, которые закрывались на ночь, а летом и днем — для теплоизоляции.
Крыша хаты или соломенная, из вымоченных в глине снопиков соломы, собранной вручную — серпом, или камышовая.

## Части дома
Также под словом хата часто подразумевается не только сам дом, но и его части: передняя хата и задняя хата. Под передней хатой понимается половина дома, окна которой выходят на улицу. Отделение передней хаты от задней, как правило, производится русской печью (или, как вариант, более простой по конструкции украинской грубой), стоящей в середине дома, и стенной перегородкой, выполняемой, как правило, путём обмазывания глиной деревянного или плетёного (типа «плетень») каркаса. Задняя хата — половина дома, окна которой выходят во двор. Сени (наружная дверь), как правило, примыкают к задней хате. Почти четверть комнаты хаты занимает печь. Завал печи также, как правило, осуществляется со стороны задней хаты. Таким образом, передняя хата осуществляет роль более «чистой», парадной комнаты, предназначенной для отдыха, встречи гостей, размещения икон и тому подобное. В этом смысле её значение эквивалентно значению светлицы (в избе) и горницы в тереме. Задняя хата несет на себе большую хозяйственную нагрузку: в ней готовится еда (так как «операционная» сторона печи находится в ней, осуществляется топка печи, хранится посуда и съестные припасы; при необходимости в сильные морозы могут отогревать молодняк скота и тому подобное). Иногда часть задней хаты (один из углов), примыкающей к печи, дополнительно отгораживают от пространства задней хаты, таким образом, получается что-то вроде кухни.

## Галерея
- Украинский дом на блоке марок Укрпочты (часть 1)
- Украинский дом на блоке марок Укрпочты (часть 1)
- Гуцульская печь
- Бойковский дом в Тухольке (Сколевский район Львовской области)
- Тип кирпичного дома, который сложился на Полтавщине в 60-70-х годах XX века (Прилуки, Черниговская область)
- Хата в начале XX века, Малороссия, фотография Сергея Прокудина-Горского
- Васильковский, Сергей Иванович. «Казацкий двор»
- Внутренняя отделка хаты рыбака, музей народной архитектуры в Пирогове.
- Срубная хата из Поднепровья, музей в Пирогове
- Праздничный наряд хаты с рушниками.
- Интерьер гуцульской хаты
- Хата в хуторе Савки села Новые Петровцы Киевской области
- Хата в Кругляковке (Харьковская область)
- Заброшенный дом в Новой Эметовке (Одесская область)